# Louise von Gall
Johanna Udalrike Louise Gerhardine Freiin von Gall (née le 15 septembre 1815 à Darmstadt, morte le 16 mars 1855 à Sassenberg) est une écrivaine allemande.

## Biographie
Elle est la fille du generalmajor Ludwig von Gall et de son épouse Friederike von Müller. Après l'enfance à Darmstadt, elle est scolarisée au Pensionat Schenkendorf à Mannheim en 1830 et 1831, où elle apprend l'anglais, le français et l'italien, et reçoit des leçons de chant. Avec sa mère, elle fait des voyages et vit un temps à Vienne. Elle y publie ses premières œuvres sous le pseudonyme de Ludwig Leo. Après la mort de sa mère en 1841, elle revient à Darmstadt et se lie d'amitié avec Ida et Ferdinand Freiligrath. Avec eux et leurs amis, elle passe l'été 1842 à Sankt Goar. Par leur entremise, elle commence fin 1842 une correspondance avec Levin Schücking qu'elle épouse quelques mois plus tard. Ils auront cinq enfants. L'avocat et pacifiste Walther Schücking est son petit-fils.
En 1852, ils arrivent à Warendorf. Elle s'y sent mal à l'aise en tant que protestante dans une région très catholique. Elle revient à Darmstadt à l'automne 1853 mais en repart. En décembre 1854, elle perd sa fille née en septembre. Elle meurt quelques mois plus tard. Contre sa volonté, elle est enterrée à Sassenberg dans le cimetière près de l'église.
Louise von Gall, sous son nom de jeune fille, est l'autrice de nombreuses nouvelles, de quelques pièces de théâtre et de deux romans. Elle écrit aussi dans des journaux entre 1840 et 1854.

## Œuvre
- Frauennovellen. 2 tomes, Jonghans, Darmstadt 1845
- Gegen den Strom. Roman. 2 tomes, Schlodtmann, Bremen 1851
- Der neue Kreuzritter. Roman. A. Duncker, Berlin 1853
- Familienbilder. 2 tomes, Kober, Prag 1854 (avec Levin Schücking)
- Familien-Geschichten. 2 tomes, Kober, Prag 1854 (avec Levin Schücking)
- Frauenleben. Novellen u. Erzählungen. 2 tomes, édité et présenté par Levin Schücking. Brockhaus, Leipzig 1856[2]